# Ieremias Palladas
Ieremias Palladas ( en griego: Ιερεμίας Παλλαδάς  , 1580-1592 – 1659), también conocidas como Pouladas ( en griego: Πουλαδάς ) Ieremia Pallada. Fue un pintor griego del Renacimiento. Fue clérigo, pintor y educador. Estuvo afiliado al monasterio de Santa Catalina, en el monte Sinaí (Egipto). Es uno de los pintores griegos más notables del siglo XVII. Su familia estaba formada por clérigos y pintores. Su sobrino fue el Patriarca de Alejandría Gerasimos Palladas. En su obra influyeron Nikolaos Tzafouris y Angelos Akotantos. Georgios Klontzas y Emmanuel Lambardos trabajaban en Creta en la misma época. Palladas influyó en las obras de Theocharis Silvestros, Iakovos Moskos, Ioannis Kornaros y Philotheos Skoufos. Según el Instituto de Investigación Neohelénica, se conservan veinticuatro de sus obras. Su especialidad era pintar cruces para el iconostasio o templo. La mayoría de sus obras se encuentran en Egipto.      

## Historia
Ieremias nació en Chandaka, actual Heraklion. Su padre se llamaba Stéfanos. Su familia era muy famosa. Procedía de una larga estirpe de sacerdotes y pintores. Su padre, Stéfanos Palladas, era sacerdote. Su hermano Theodore Palladas era sumo sacerdote en Heraklion. Su otro hermano, Giorgios Palladas, era diácono y pintor. Ieremias era monje afiliado al monasterio de Santa Catalina de Egipto. Su sobrino Gerasimos Palladas fue Patriarca de Alejandría entre 1688 y 1710. Ieremias se especializó en pintar cruces y otros iconos para el iconostasio (templo). Su obra influyó en innumerables artistas.
Según los registros de la Iglesia del Santo Sepulcro en Jerusalén, creó una cruz para el iconostasio (templo) en 1608. La obra fue costeada por el pueblo de Creta y registrada por el Dositeos II de Jerusalén . En 1612, pintó un grupo de iconos para el Monasterio de Santa Catalina en el Monte Sinaí, Egipto, nuevamente fueron específicamente para el iconostasio (templo).  Ieremias fue también un maestro famoso. Enseñó lectura, escritura y pintura. El famoso pintor griego Andreas Pavias también enseñó a leer, escribir y pintar. Según los archivos venecianos, uno de los alumnos de Ieremias fue Filippos Perkoulianos. Firmó un contrato por cinco años. El contrato estipulaba que Filippos tenía que viajar a su taller todos los días. Otro de sus alumnos fue Papa-Savvas Negrinis. 
Heraklion contaba con una iglesia que dependía de la iglesia principal del monasterio de Monasterio de Santa Catalina en el Monte Sinaí, Egipto. Según documentos publicados, completó las cruces para la iglesia de Trimartiri y Santa Catalina del Sinaí en Heraklion . La segunda era la dependencia de la iglesia principal del Monasterio de Santa Catalina en Egipto. Ambas obras fueron también para el iconostasio (templo) y se completaron antes de 1633. Uno de sus contemporáneos, Theocharis Silvestros, fue contactado por el Patriarca Gerasimus I de Alejandría para crear una cruz que se asemejara a la obra de Palladas. 
Según otro registro, el 14 de octubre de 1639, Palladas pintó una cruz para la Basílica de la Natividad de Belén. El cuadro representaba a la Virgen y la decapitación de Juan el Bautista. El 26 de abril de 1645, se le menciona en un documento junto al famoso pintor griego Franghias Kavertzas. Palladas murió antes de 1659-60. Su vida fue registrada por el Patriarca de Jerusalén Nectarius. Él también era de Creta. Escribió una maravillosa historia sobre Palladas en su Historia Sagrada.
Según Nectarius, Palladas era un monje fiel afiliado al monasterio de Santa Catalina en Egipto. Era un artista muy famoso. Su obra fue muy importante entre los círculos eclesiásticos oficiales. Muchos artistas copiaron su obra. Palladas fue enterrado en el monasterio de Santa Catalina en Heraklion. El 2 de mayo de 1668, su alumno, el famoso pintor Papa-Savvas Negrini, también solicitó ser enterrado junto a su maestro en la dependencia de Santa Catalina del Sinaí en Heraklion.

## Galería

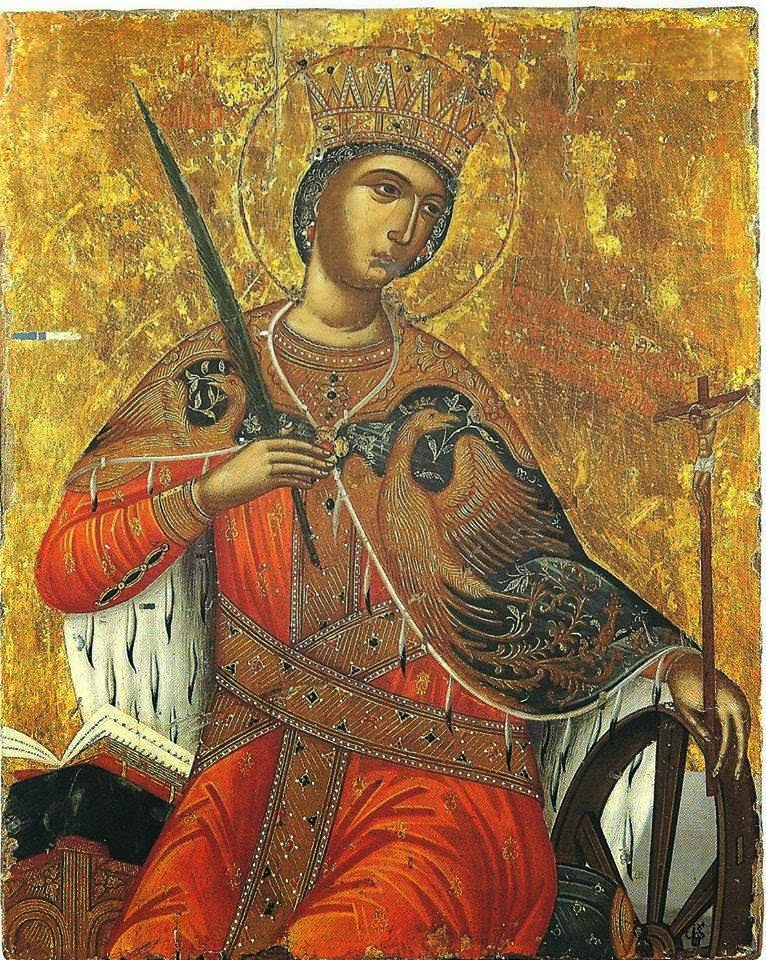
Saint Catherine of Alexandria
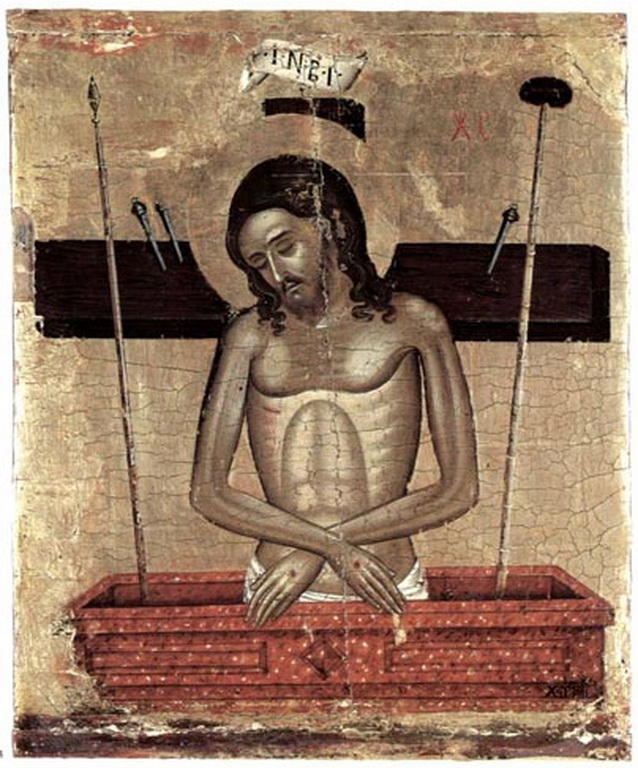
Christ in the Sarcophagus
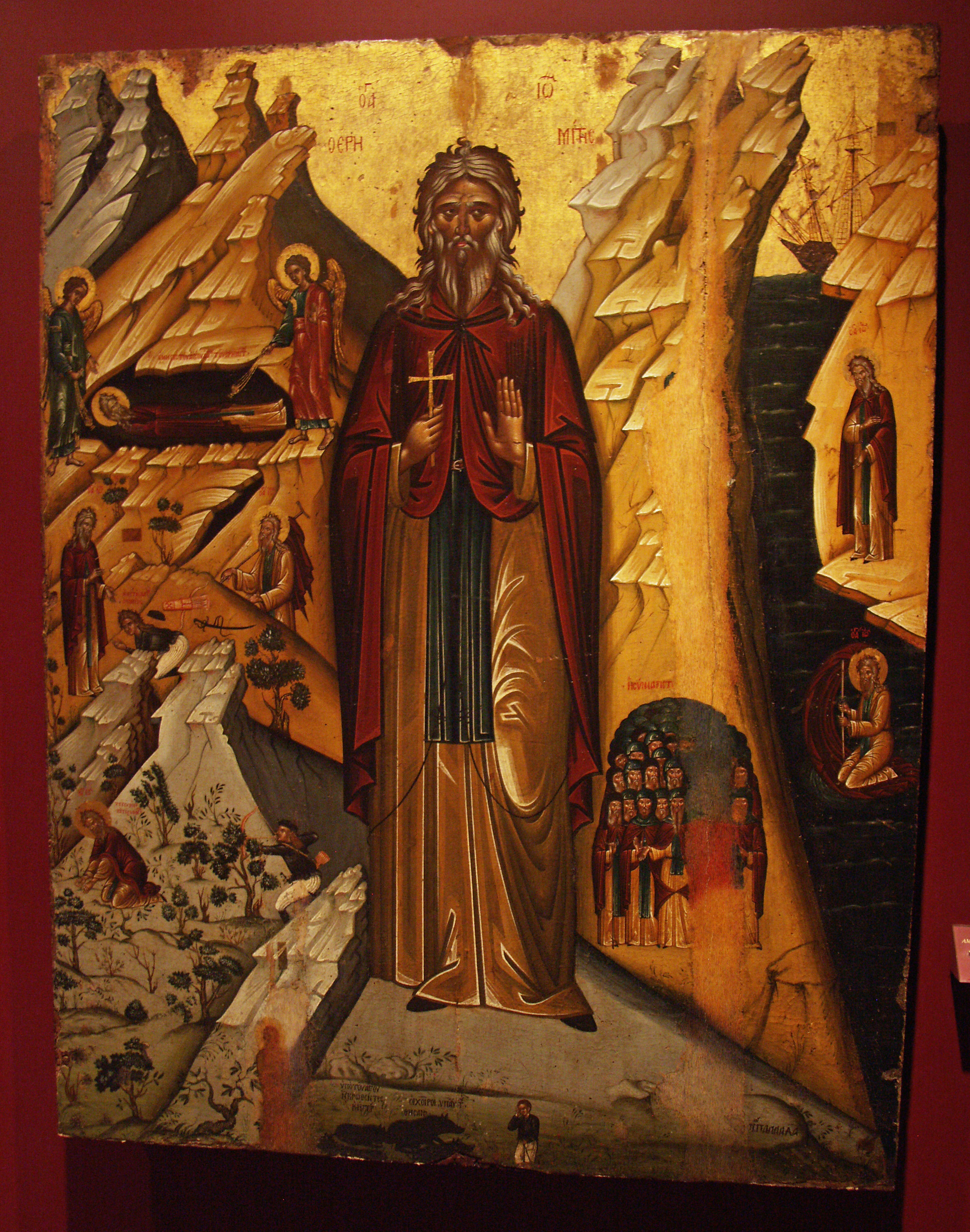
San Juan el ermitaño

## Obras destacadas
- Nueve iconos del iconostasio del Monasterio de Santa Catalina, Monte Sinaí, Egipto
- Monasterio de los Tres Jerarcas de San Jorge El Cairo Egipto
- Museo Andreas de Pavlos y Alexandra Kanellopoulou, Atenas, Grecia
- Santa Catalina (Palladas)
- Cristo Pantocrátor (Palladas), Panagia tou Kastrou, Rodas, Grecia